# East Stour
East Stour – wieś w Anglii, w hrabstwie Dorset. Leży 35 km na północ od miasta Dorchester i 161 km na zachód od Londynu.